# Teneur
Teneur település Franciaországban, Pas-de-Calais megyében. Lakosainak száma 262 fő (2022. január 1.). Teneur Équirre, Anvin, Bergueneuse, Crépy, Érin, Fleury és Tilly-Capelle községekkel határos.

## Népesség
A település népessége az elmúlt években az alábbi módon változott:
| Lakosok száma | 287  | 270  | 262  | 260  | 257  | 257  | 258  | 260  | 262  |
|               | 2013 | 2015 | 2016 | 2017 | 2018 | 2019 | 2020 | 2021 | 2022 |